# Jacob Fagel

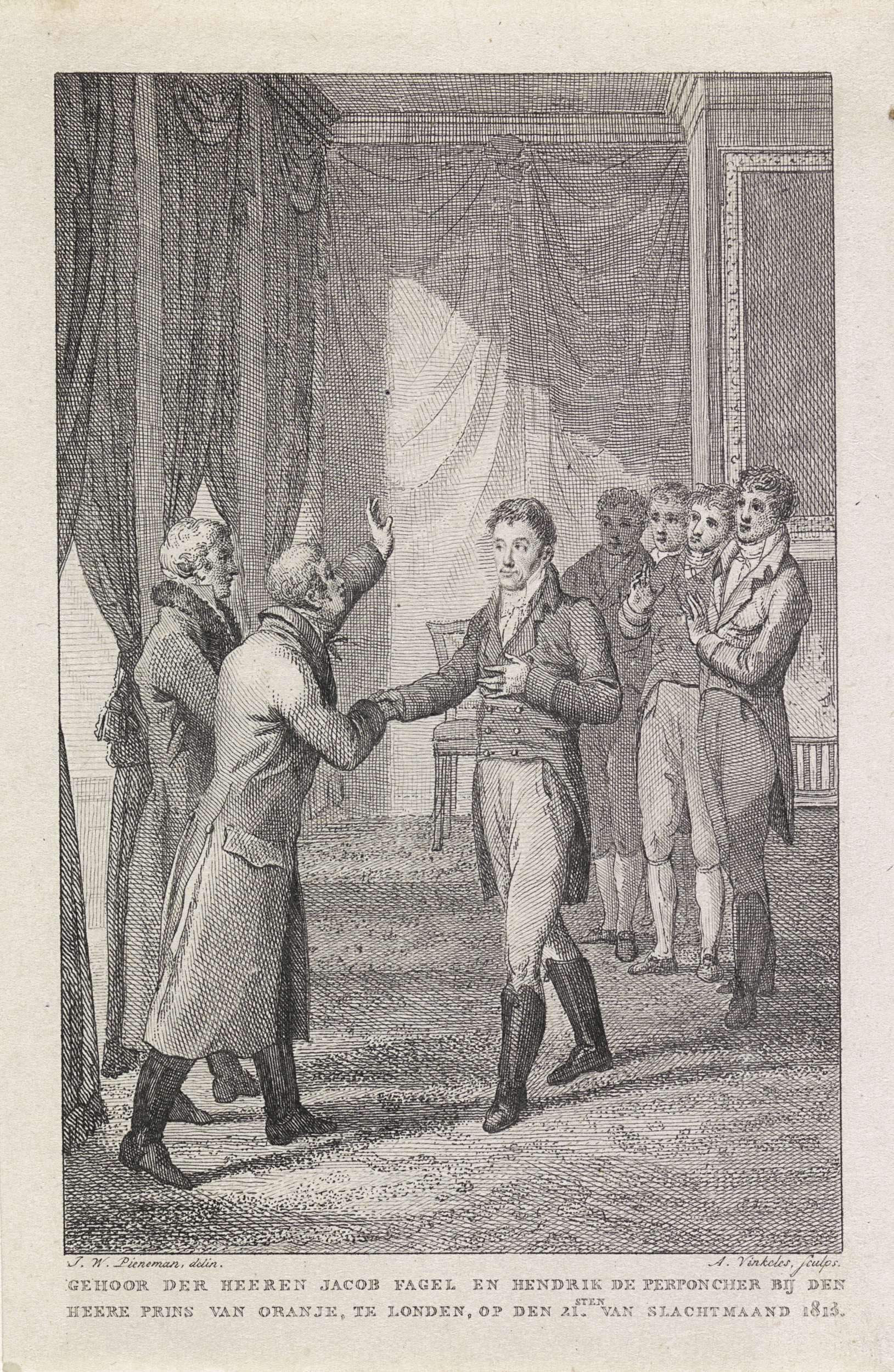
Jacob Fagel en De Perponcher op bezoek bij prins Willem Frederik in Londen, 21 november 1813. (Een gravure van Abraham Vinkeles, naar een tekening van Jan Willem Pieneman.)

Jacob baron Fagel (’s-Gravenhage 9 november 1766 – Genève 24 april 1835) was een Nederlands diplomaat.

## Familie
Jacob Fagel is een telg uit de Oranjegezinde patriciërsfamilie Fagel en was een zoon van mr. François Fagel (1740-1773) en Anna Maria Boreel. Hij was een broer van François Willem Fagel. Hij huwde op 1 februari 1815 te Amsterdam met jkvr. Jacoba Margaretha Boreel (1794-1858), lid van de familie Boreel, dochter van jhr. mr. Jacob Boreel, heer van Hogelanden, en Johanna Margaretha Munter. Het echtpaar had vier kinderen, onder wie François René Hendrik Robert Fagel (1828-1890), opperhofmaarschalk en opperintendant der koninklijke paleizen.

## Loopbaan
Na een studie op het Athenaeum Illustre te Amsterdam studeerde hij rechten in Leiden en werd daar op 9 november 1778, op twaalfjarige leeftijd, ingeschreven. Na een nieuwe inschrijving op 12 april 1786 promoveerde hij enkele dagen later op stellingen. Zijn diplomatieke carrière begon op 15 juli 1793, toen hij buitengewoon gezant en zaakgelastigde aan het hof van Denemarken werd. Hij werd in januari 1795 ontheven nadat de Patriotten met Franse steun aan de macht waren gekomen. 
In de periode 1796-1799 was hij kabinetssecretaris van de prins van Oranje te Lingen. Daarop vertrok Fagel naar Engeland, waar hij in 1799 als kabinetssecretaris werd toegevoegd in persoonlijke dienst van erfprins Willem Frederik, met (sinds 1803) een geldelijke toelage van de Engelse regering. In deze periode reisde Fagel herhaaldelijk tussen Engeland en het vasteland. In de zomer van 1799 bereikte hij de vrijlating van de honderden vissers uit Vlaardingen en de kop van Noord-Holland, die door Engelse kapers waren opgebracht en werden vastgehouden in Norman Cross.
In 1813 verbleef Fagel in ’s-Gravenhage, vanwaar hij, met De Perponcher, met de opdracht van het voorlopig bestuur naar Engeland werd teruggezonden om daar de prins van Oranje te verzoeken soeverein van Nederland te worden. Jacob Fagel was op 28/29 maart 1814 Lid van de Vergadering van Notabelen, voor het departement Monden van de Maas. Aansluitend, vanaf 6 april 1814, was hij (tot zijn overlijden) lid van de Raad van State. In 1824 werd hij ambassadeur in Frankrijk.
Hij werd door koning Willem I in de adelstand verheven en  verkreeg op 16 september 1815 de titel van baron.
- Biografisch Portaal: 01899539
- International Standard Name Identifier: 0000 0003 9126 6375
- Nederlandse Thesaurus van Auteursnamen: 070033463
- Parlement.com: vg09llxuvyun
- Virtual International Authority File: 285033804
- WorldCat: E39PBJwHkr9QWqcjh6YMq3YF8C